# Cybianthus coriaceus
Cybianthus coriaceus är en viveväxtart som beskrevs av Carl Friedrich Philipp von Martius. Cybianthus coriaceus ingår i släktet Cybianthus, och familjen viveväxter. Inga underarter finns listade i Catalogue of Life.